# 詹姆斯·伯格森
詹姆斯·亨特·伯格森（英語：James Hunter Bergeson，1961年3月21日—），美国前男子水球运动员。他曾代表美国国家队参加1988年夏季奥林匹克运动会水球比赛，获得一枚银牌。